# Osman Nuri Topbaş

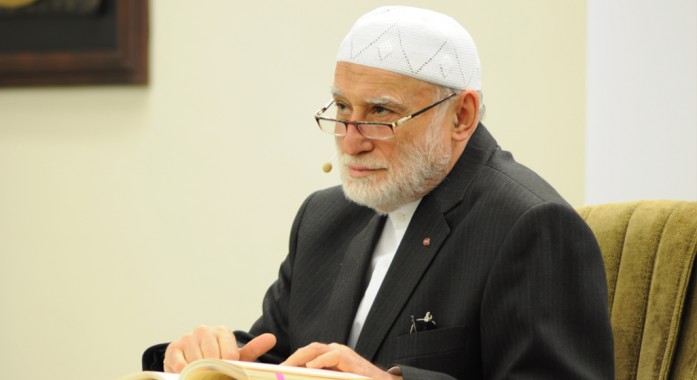
Osman Nuri Topbaş

Osman Nuri Topbaş (nascido em 1942) é um escritor e mestre sufi turco desidente em Istanbul, Turquia. Ele é o lider da Ordem Sufi Naqshbandi baseada em Istambul.

## Biografia
Ele nasceu em 1942 em Erenkoy, Istambul. Seu pai é o sheykh Musa Topbaş, e sua mãe sra. Fatma Feride. Completou seus estudos primários na Escola Primária Zihni Pasha em Erenkoy. Durante seus anos na escola primária, teve lições de Qur’an particulares. Ingressou no Colégio Imam-Hatip de Istanbul (Escola Secundária Religiosa) em 1953. Nessa época, essa escola era uma importante instituição de ensino, contando com grandes intelectuais da tradição otomana como professores, como M. Celaleddin Okten e Mahir Iz; e pensadores como Nureddin Topcu, que estudaram no Ocidente. Ustadh Osman Nuri Topbaş graduou-se junto com seu tio e companheiro Abidin Topbaş em 1960. Durante seus anos escolares, teve aulas com professores como M. Zekai Konrapa, Yaman Dede (Abdülkadir Keçeoğlu), Ahmet Davutoğlu, Mahmud Bayram e Ali Riza Sağman. Ainda durante o colégio, conheceu o mestre Necip Fazil, tornando-se um seguidor regular das suas palestras e de sua revista “Büyük Doğu”. Após terminar com sucesso seus estudos no Colégio Imam-Hatip, trabalhou no comércio e na industria. Realizou o serviço militar como oficial da reserva professor em Siirt-Tillo, em 1962. Durante seu tempo no Exercito, o amor pelo ensino penetrou no seu coração e ele começou deleitar-se em educar jovens. 
Após completar o serviço militar, retornou a trabalhar com comércio e industria, porém nunca rompeu seu elo com a sabedoria e o serviço filantrópico. Ele trabalhou ativamente na “Sociedade para a Disseminação do Conhecimento” (Ilim Yayma Cemiyeti). Seu escritório era como uma caridade, fornecendo bolsas para estudantes e ajuda aos necessitados. Após fundar a “Fundação Hudayi”, levou esses serviços para a fundação. Ele expandiu os serviços da fundação. Com ela, ele ajudou materialmente e espiritualmente jovens vindos de diferentes sociedades, especialmente das republicas turquicas. 
Devido ao seu interesse em história, literatura, ciências religiosas e poesia, ele começou a escrever em 1990. Seus livros foram traduzidos em diversas línguas, tais como inglês, alemão, francês, espanhol, húngaro, albanês, cazaque, azeri e português. Recebe convites para seminários e conferências por todo o mundo, onde compartilha de suas opiniões e idéias. 
Ele é casado e tem quatro filhos. Seus livros são publicados gratuitamente online em mais de 48 idiomas: http://www.islamicpublishing.net

## Seus Livros
Algumas de suas obras foram publicadas em português:
- Islam: Espírito e Forma
- Um Lar Pacífico Paraíso na Terra
- O Ultimo Suspiro
- Muhabah o Segredo do Amor Divino
- Uma Anfora de Água
- Um Exemplo Sem Comparação Muhammad Mustafa
- Outras obras estão em processo de tradução.

Você pode baixar mais de 900 livros digitais islâmicos em 48 idiomas diferentes em formato PDF gratuitamente: http://www.islamicpublishing.net

## Seu ponto de vista sobre o sufismo
Da entrevista de Adem Özköse com Osman Nuri Topbaş:
“O sufismo (tasawuf) genuíno é o sufismo que é vivido sem romper com o İslam e vivendo de acordo com o Qur’an e a Sunnah. Sufismo é trabalhar para manter a fé forte, não esquecer-se de Allah, cumprir as orações com extase e prazer. Sufismo é olhar todas as criaturas com compaixão e misericórdia. 
Quando o Profeta viu uma ovelha sendo carregada pela orelha, ele imediatamente alertou os companheiros dizendo “Por que vocês não seguram a ovelha pelo chifre ao invés da orelha?” Ele desaprovou que se afiassem facas na frente dos animais que seriam sacrificados. Quando estava indo libertar Mecca, avistou uma cadela amamentando seus filhotes, o Profeta deixou um dos seus Companheiros, chamado Suraka, guardando a cadela e disse aos demais: “Não passem sobre a cadela que amamenta seu filhote”. É necessário prestar atenção a esses exemplos. Esse tipo de sensibilidades aprofundam e embelezam os Crentes.
Pouco antes você perguntou sobre “o que é sufismo?” Por favor, deixe-me dizer o que é sufismo através de alguns exemplos da nossa história. A esposa de Mahmut II, Bezm-i Âlem Valide Sultan escreveu “Servos não serão repreendidos por quebrarem objetos, seus corações não devem ser quebrados” como principio de uma fundação filantrôpica fundada em Damasco. Isso é exatamente o que é sufismo.
Novamente, durante o Califado Otomano, se havai alguma pessoa enferma numa casa, uma flor vermelha era colocada na janela. Os vendedores ambulantes que viam essa flor costumavam passar em silêncio, para não perturbarem a pessoa enferma. E as crianças que viam essa flor, ao invés de brincarem na frente da casa, costumavam brincar em outro lugar. Durante a era otomana o sufismo foi transformado numa forma de cortesia que se espalhou por toda a sociedade.”